# Lordes Comissários do Almirantado

Bandeira do Conselho do Almirantado

Os Lordes Comissários do Almirantado (em inglês: Lords Commissioners of the Admiralty) eram os membros do Conselho do Almirantado, que exercia o comando sobre a Royal Navy, a marinha real do Reino Unido.
Conhecidos oficialmente como Commissioners for Exercising the Office of Lord High Admiral of the United Kingdom of Great Britain and Northern Ireland &c. ("Comissários para o Exercício do Cargo do Lorde Primeiro-Almirante do Reino Unido da Grã-Bretanha e Irlanda do Norte etc."), os Lordes Comissários existiram apenas quando o cargo de Lord High Admiral ("Lorde Primeiro-Almirante") não era exercido por uma única pessoa. Durante os períodos em que existia apenas um Lord High Admiral, realizava-se o Council of the Lord High Admiral ("Conselho do Lorde Primeiro-Almirante"), que auxiliavam o detentor do cargo e exerciam muitas das funções do Conselho do Almirantado. 